# Космос-2164
Космос-2164 је један од преко 2400 совјетских вјештачких сателита лансираних у оквиру програма Космос.
Космос-2164 је лансиран са космодрома Плесецк, СССР, 10. октобра 1991. Ракета-носач Космос је поставила сателит у орбиту око планете Земље. 